# Single numer jeden w roku 1984 (USA)
Notowanie Billboard Hot 100 przedstawia najlepiej sprzedające się single w Stanach Zjednoczonych. Publikowane jest ono przez magazyn Billboard, a dane kompletowane są przez Nielsen SoundScan w oparciu o cotygodniowe wyniki sprzedaży cyfrowej oraz fizycznej singli, a także częstotliwość emitowania piosenek na antenach stacji radiowych.

## Historia notowania
| Data publikacji | Piosenka                                    | Artysta                          |
| --------------- | ------------------------------------------- | -------------------------------- |
| 7 stycznia      | "Say Say Say"                               | Paul McCartney i Michael Jackson |
| 14 stycznia     | "Say Say Say"                               | Paul McCartney i Michael Jackson |
| 21 stycznia     | "Owner of a Lonely Heart"                   | Yes                              |
| 28 stycznia     | "Owner of a Lonely Heart"                   | Yes                              |
| 4 lutego        | "Karma Chameleon"                           | Culture Club                     |
| 11 lutego       | "Karma Chameleon"                           | Culture Club                     |
| 18 lutego       | "Karma Chameleon"                           | Culture Club                     |
| 25 lutego       | "Jump"                                      | Van Halen                        |
| 3 marca         | "Jump"                                      | Van Halen                        |
| 10 marca        | "Jump"                                      | Van Halen                        |
| 17 marca        | "Jump"                                      | Van Halen                        |
| 24 marca        | "Jump"                                      | Van Halen                        |
| 31 marca        | "Footloose"                                 | Kenny Loggins                    |
| 7 kwietnia      | "Footloose"                                 | Kenny Loggins                    |
| 14 kwietnia     | "Footloose"                                 | Kenny Loggins                    |
| 21 kwietnia     | "Against All Odds (Take a Look at Me Now)"  | Phil Collins                     |
| 28 kwietnia     | "Against All Odds (Take a Look at Me Now)"  | Phil Collins                     |
| 5 maja          | "Against All Odds (Take a Look at Me Now)"  | Phil Collins                     |
| 12 maja         | "Hello"                                     | Lionel Richie                    |
| 19 maja         | "Hello"                                     | Lionel Richie                    |
| 26 maja         | "Let's Hear It for the Boy"                 | Deniece Williams                 |
| 2 czerwca       | "Let's Hear It for the Boy"                 | Deniece Williams                 |
| 9 czerwca       | "Time After Time"                           | Cyndi Lauper                     |
| 16 czerwca      | "Time After Time"                           | Cyndi Lauper                     |
| 23 czerwca      | "The Reflex"                                | Duran Duran                      |
| 30 czerwca      | "The Reflex"                                | Duran Duran                      |
| 7 lipca         | "When Doves Cry"                            | Prince                           |
| 14 lipca        | "When Doves Cry"                            | Prince                           |
| 21 lipca        | "When Doves Cry"                            | Prince                           |
| 28 lipca        | "When Doves Cry"                            | Prince                           |
| 4 sierpnia      | "When Doves Cry"                            | Prince                           |
| 11 sierpnia     | "Ghostbusters"                              | Ray Parker Jr.                   |
| 18 sierpnia     | "Ghostbusters"                              | Ray Parker Jr.                   |
| 25 sierpnia     | "Ghostbusters"                              | Ray Parker Jr.                   |
| 1 września      | "What’s Love Got to Do with It"             | Tina Turner                      |
| 8 września      | "What’s Love Got to Do with It"             | Tina Turner                      |
| 15 września     | "What’s Love Got to Do with It"             | Tina Turner                      |
| 22 września     | "Missing You"                               | John Waite                       |
| 29 września     | "Let’s Go Crazy"                            | Prince i The Revolution          |
| 6 października  | "Let’s Go Crazy"                            | Prince i The Revolution          |
| 13 października | "I Just Called to Say I Love You"           | Stevie Wonder                    |
| 20 października | "I Just Called to Say I Love You"           | Stevie Wonder                    |
| 27 października | "I Just Called to Say I Love You"           | Stevie Wonder                    |
| 3 listopada     | "Caribbean Queen (No More Love on the Run)" | Billy Ocean                      |
| 10 listopada    | "Caribbean Queen (No More Love on the Run)" | Billy Ocean                      |
| 17 listopada    | "Wake Me Up Before You Go-Go"               | Wham!                            |
| 24 listopada    | "Wake Me Up Before You Go-Go"               | Wham!                            |
| 1 grudnia       | "Wake Me Up Before You Go-Go"               | Wham!                            |
| 8 grudnia       | "Out of Touch"                              | Daryl Hall & John Oates          |
| 15 grudnia      | "Out of Touch"                              | Daryl Hall & John Oates          |
| 22 grudnia      | "Like a Virgin"                             | Madonna                          |
| 29 grudnia      | "Like a Virgin"                             | Madonna                          |